# Dar, unde ești... (album)
Dar, unde ești este albumul de debut al trupei moldovenești O-zone și singurul lansat de formația originală (avându-i ca membri doar pe Dan Bălan și Petru Jelihovschi). A fost lansat în Republica Moldova de casa de discuri Media Services, o divizie a Sony Music Entertainment, pe 2 septembrie 1999 și în România de aceeași casă de discuri pe 10 septembrie 2002.

## Lista pieselor
1. „Fiesta De La Noche”
2. „Timpul Trece Fără Noi”
3. „M-aș Trezi”
4. Te Voi Iubi
5. „Dar, Unde Ești...”
6. „Te Aștept”
7. „Crede-mă”
8. „În Doi”
9. „De La Mine”
10. „Ciao Nambina”
11. „Oriunde Ai Fi”
12. „În Doi (negativ)”
13. „Surpriză de Anul Nou”